# Ɩ
« Iota latin » redirige ici. Ne pas confondre avec Iota cyrillique, Iota grec ni yotta.
Cette page contient des caractères spéciaux ou non latins. S’ils s’affichent mal (▯, ?, etc.), consultez la page d’aide Unicode.
Pour les articles homonymes, voir Iota (homonymie).
Ɩ (minuscule : ɩ), appelé iota latin, est une lettre additionnelle qui est utilisée pour écrire certaines langues africaines comme l’anii, le gurenne, le kabiyé, le moba ou le moore, ainsi que le comox au Canada. Sa graphie est basée sur la minuscule de la lettre iota grecque (ι). Sa forme majuscule possède une crosse comme la minuscule, permettant de la différencier du I majuscule.

## Utilisation
Bien que souvent visuellement identique au iota grecque, le iota latin n’est pas utilisé dans les notations de logique.
Dans l’alphabet phonétique international, en 1942, Daniel Jones propose le iota latin minuscule ‹ ɩ › (déjà proposé par J. Spieser en 1904 pour éviter la confusion dans certains contexte comme entre ‹ ɪn › et ‹ m ›, ou encore par H. E. Palmer (en) en 1925 pour la voyelle ɪ atone) pour remplacer la petite capitale i ‹ ɪ ›, à la suite du mouvement en faveur de l’utilisation de polices de caractères sans empattement, comme la police Gill Sans. Dans ces polices, la petite capitale est une simple barre verticale, différente de la minuscule i uniquement par le point de cette dernière. Palmer avait plutôt proposé un symbole pour transcrire une voyelle [ɪ] inaccentuée plus élevée notamment en anglais américain.
Le iota latin minuscule est adopté, en 1943, comme alternative au symbole petite capitale I ‹ ɪ ›, utilisé pour représenter une voyelle pré-fermée inférieure antérieure non arrondie et officiellement retirer en faveur de ce dernier en 1989.

Le iota est utilisé pour représenter une voyelle pré-fermée inférieure antérieure non arrondie (API : ɪ) dans certains orthographes de plusieurs langues africaines (dont notamment celles suivant l’Alphabet des langues nationales du Bénin, l’Alphabet national burkinabè, l’Orthographe pratique des langues ivoiriennes ou de plusieurs langues ghanéennes) : abé, abidji, adele, agni, ahanta, bété, birifor, bissa, dagara, dida, godié, gouro, gurenne, ikposso, kabiyé, kasim, krache, kroumen tépo, kusaal, lama, lokpa, moba, moore, nkonya, néyo, niaboua, nuni, puguli, sam-mayaa, sisaala (paasaal, sisaala tumulung, sisaali), téén, toura, wè du Sud, wobé, yaouré.

## Représentations informatiques
Le iota peut être représenté avec les caractères Unicode suivants :
| formes    | représentations | chaînes de caractères | points de code | descriptions                 |
| --------- | --------------- | --------------------- | -------------- | ---------------------------- |
| majuscule | Ɩ               | Ɩ                     | U+0196         | lettre majuscule latine iota |
| minuscule | ɩ               | ɩ                     | U+0269         | lettre minuscule latine iota |